# Japanagromyza ambigua
Japanagromyza ambigua är en tvåvingeart som beskrevs av Mitsuhiro Sasakawa 1992. Japanagromyza ambigua ingår i släktet Japanagromyza och familjen minerarflugor.
Artens utbredningsområde är Colombia. Inga underarter finns listade i Catalogue of Life.